# 电视制片人
电视制片人（英語：Television Producer）是负责监督电视节目中影片制作一个或多个方面的人。一些制片人更多地扮演执行工作，他们构思新节目并将其投放到电视网上；但在节目被接受后就转而从事商业事务的工作，例如负责预算或合同。而其他的制片人则更多地负责日常工作，例如：参与编剧、剧场设计、选角及执导等工作。
一档电视节目拥有许多的电视制片人。传统的电视制片人主要是负责管理节目预算和维持节目日程安排，但现代的电视制片人已经不再如此。

## 分工类型
在当今的电视产业裡，已经拥有各种不同的制片人。以下列出的制片人种类以职位高低为序。

### 节目统筹/制作统筹
节目统筹 / 制作统筹（Showrunner）是负责与节目制作相关的所有工作的“首席执行官”，是负责节目制作与日常管理的最高人员。 在电视剧等节目中，他还负责监督编剧室的工作。